# Manacus aurantiacus
Manacus aurantiacus е вид птица от семейство Манакинови (Pipridae).

## Разпространение
Видът е разпространен в Еквадор, Колумбия, Коста Рика и Панама.